# 혜암
현문 혜암(玄門 惠菴, 1885~1985)은 1885년 황해도 백천 출생의 승려이다. 1897년 경기도 남양주 흥국사에서 출가하였으며, 1900년 보암 스님을 은사로 금운 스님을 계사로 득도 하였다. 법명은 현문玄門이라 하였다. 1911년 해담 스님으로부터 구족계를 수지하였다.
1929년 수덕사 만공 선사로부터 전법게 받았으며 법호는 혜암이었다. 이 때 부터 만공선사를 모시고 금강산 마하연, 예산 정혜사, 천장암 등지에서 탁마 하였다. 1956년 수덕사 조실로 추대되어 눈 푸른 납자를 제접, 선풍禪風을 떨치었다. 그 후 서울 팔정사와 선학원의 조실로 추대되어 중생제도에 전력을 다하였다.
1985년 수덕사에서,‘無相 無空 無非無’ 무상 무공 무비무 라는 열반게송을 남기고 고요히 입적하셨으니, 세수 101세요, 법랍 90년이셨다.

## 오도송
悟道頌 오도송
我是非我我 아시비아아
汝是非汝汝 여시비여여
我與汝無二 아여여무이
則是本汝我 즉시본여아
卽是一喝○ 즉시일할
語默動靜句 어묵동정구
箇中誰敢着 개중수감착
問我動靜離 문아동정리
卽破器相從 즉파기상종
어묵동정 한 마디 글귀를
이 낱 가운데 누가 감히 부딪힐 것이냐?
나에게 동정을 여의고 이르는 말을 묻는다면
곧 깨진 그릇은 서로 맞추지 못한다고 하리라.

## 생애
스님의 회고에 의하면, 3대독자로 태어나 11세에 아버지를 여의고, 12세에 출가, 15세에 득도했으나 속가 어머니와 함께 한동안 절에서 살았는데, 17살 되던 해 모친마저 타계하시자 슬픔을 이기지 못해 방황하였다. 발길 닿는 대로 다니다가 수원 근교 광덕사에서 운명적인 만남을 하게 된다. 그 절은 땡초 소굴이었는데, 건장한 체구의 땡초왕이라는 이가 들어서자 모두들 벌벌 떨었다. 그 후 통도사 보광선원에서 땡초왕이 조실 성월 스님으로 계시는 것을 보고 깜짝 놀라자, 조실 스님 말씀하시길,  “젊은 날 배가 고파 장돌뱅이를 따라다녔다네. 헌데 어느 날 스님들을 보니 아무 집에나 들어가 모두들 밥을 실컷 배부르게 얻어먹는 것을 보고 머리를 깎았다네. 그렇게 불심 없이 중이 되었던 터라 자연 땡초가 되었고, 땡초왕이란 소리까지 들으며 유랑 하다가 만공선사를 만나 과거사를 청산하고 도를 닦게 되었다네. 자네도 그만 공부하게.”
간곡히 권하는 성월 스님 말을 듣고 크게 발심하여 참선 공부를 시작하였고, 곧 혜암이라는 대선지식 배출하게 된 기연이 되었던 것이다. 이 두 분 큰스님 만남을 보더라도 복 가운데 최고 복은 인연복임을 알 수 있다. 비록 혜암 스님은 가셨지만 그분 자취는 남아있으니 그 말씀을 음미하며 올해가 가기 전에 좋은 인연, 튼실한 수행의 씨앗을 뿌렸으면 한다.
근대 한국불교계의 최고령인 101세에 입적하시기 직전까지 눈푸른 납자에게는 서릿발 같은 호령으로 마음 문을 열어주시고, 재가불자들에게는 온화한 미소를 지으시며 차근차근 참선 수행의 길로 이끌어 주셨던 혜암 스님은 대선지식으로 추앙받으셨다.
100세 때 미국 교포 신자들의 초청으로 도미하여 약 3개월 여 포교여행을 하셨고, 언론사와의 대담을 통해 훈풍 불 때 떠나리라 하신 말씀을 증명이라도 하듯이 이듬해 5월 열반에 드셨으니 그 불가사의한 도인 삶은 지금도 인구에 회자 되고 있다. 중생심은 스님의 장수 비결이 무엇인지에 더 솔깃해지는데, 아마도 스님의 좌우명이라고도 할 수 있는
軟衣美食 當恩重而損道 연의미식 당은중이손도
破衲蔬食 必施輕而積恩 파납소식 필시경이적은
부드러운 옷과 맛있는 음식을 수용하면 마땅히 은혜가 무거워 공부해 나가는 데 손해가 됨이요, 떨어진 옷과 나물로 만든 밥은 반드시 시주 은혜가 가벼워 은덕을 쌓는다.”는 것에 있지 않을까 싶다. 늘 시주의 은혜를 생각하고 검소하게 사시면서 용맹 정진하셨으니, 물질에 흔들리는 우리네 삶에 경종을 울려주신다. 한편 모든 게 다 인연의 소치이겠지만 누구를 만나느냐에 따라 인생이 천양지차로 달라질 수 있는 법, 스님과 성월스님의 만남이 눈길을 끈다.

## 가르침

### 아무리 써도 다하지 않는 것
일체 중생이 나고 죽을 때 육체만을 보고 나고 죽는다 하지만, 생生과 사死는 본래 없는 것이다. 개개인의 그 신령스럽게 비치는 불성佛性은 일체 중생이 고금古今을 통하여 그것을 수용해 오지마는 아무리 써도 다하지 않는 것이니, 이것이 개개인이 본래 갖추고 있는 참 면목인 것이다.

### 부처님께 예배하는 법
첫째 불상에 예배할 때 그 불상이 어디서 온 것인가 먼저 바르게 알아야 한다. 어디에서 온 것일까. 즉 각자 자기의 마음에서 나타난 그림자이다. 불상이 곧 내 마음이요, 내 마음이 곧 불상이어서 둘이 아닌 것이다.
둘째 어떻게 예배하여야 되는가? 불상에 예배하되 반드시 자기의 마음에다 예배할지언정 나타난 그림자인 등상불에게만 공경심을 내어서는 안 된다.
셋째 자기의 마음에다 예배하는 법을 알아야 한다. 마음에다 예배하라 하니, 마음이란 형상도 없고 부피도 없는데 어떻게 마음에다 절을 하라는가 하겠지만 참선하는 선학자가 화두를 드는 의정(疑情) 중에서 예배하면 그것이 곧 마음에다 예배하는 것이 된다. 마음 밖에 있는 등상불에게 공경심을 내지 않으므로 우리가 육안으로 볼 수 없는 참 부처님께 예배하는 참 예배가 될 것이다. 만일 그러지 않고 눈앞에 나타난 형상만 따라 상에 착하여 절을 한다면 공덕이 없을 뿐 아니라 도리어 악도에 떨어질 인(因)이 된다고 조사께서도 경고 하신 바 있다.

### 숯을 굽다가도 활연대오해야
사람들은 공부를 한다고 시끄러운 곳을 피하고 조용한 곳을 찾지만 그건 죽은 공부이다. 무슨 일을 하든지 간에 자기가 하는 일을 열심히 하면서 공부 해야 한다. 그래서 소牛를 잡다가도, 숯을 굽다가도 활연대오를 했다 하지 않는가. 그래서 재가在家; 속인 중에서도 공부가 많이 된 분들이 많은 것이다. 원래 선禪의 취지가 없으면 비록 승려라 할지라도 속인이나 다름이 없다. 돌이켜 의심하는 생각을 잊어버리지 말아야 한다. 공부할 때엔 화두에 대한 생각이 무르녹을수록 심심해서 재미가 없어진다. 그럴 때가 바로 잘 진보되어 점점 정定에 들어가는 것이니, 생각이 일어날 때마다 의심으로 반성해 보아야 하며, 돌이켜 의심하는 생각을 잊어버리지 말아야 한다. 화두를 짓는 생각이 깨끗하면 문득 고요한 데에 들어가는 것이니, 고요해진 뒤에라야 정定이 되는 것이며, 정에는 정정正定과 사정邪定 있음을 알아야 하는 것이다. 선정 힘이 생긴 뒤에는 깨끗한 신심으로 몸과 마음이 밝아져 어디서나 살피는 힘이 정하는 것이다.

### 참으로 위해야 할 것
우리가 공부할 때 ‘내가 무엇을 했거니’ 하는 상相을 일으켜서는 안 된다. 상이 일어날 때 그것을 없애야 하는데 그 없애는 방법은 무엇인가? 모든 것을 알아 내고자 하는 그 의심으로 반성하면 되는 것이다. ... 우리에게 맺어진 인연은 영사막에 잠깐 나타났다가 이내 사라지는 것과 같이 허무한 것 임을 깨달아야 한다. 이것을 깨닫지 못할 때 생사의 고통과 번뇌 망상이 영겁으로 지속되는 것이다. 누구를 사랑할 때 그 몸뚱이를 위하고 사랑하면 그것은 허망한 것이다. 이 몸뚱이란 죽은 송장과 다름없는 것이다. 참으로 위하고 사랑해야 할 것은 “아무개야!” 하고 부르면 “예.” 하고 대답하는 그 한 물건, 또 “어머님!” 하고 부르면 “오냐.” 하고 대답하는 그 한 물건이니, 그 한 물건을 위해야 참으로 잘 위하고 효도를 하는 것이다.

### 불교와 기독교의 동일점
석가세존의 “천상 천하에 나만이 홀로 높다”는 말씀도 각자의 ‘나’를 가리킨 것이요, 예수님의 “나를 따르면 천국이 너의 것이다” 하신 것도 각자 ‘나’를 가리킨 것이니, 여기에 다른 것이 무엇이 있겠는가. 사상법四相法으로 말하더라도 밖으로 쓴 즉 나타나고, 안으로 거둔즉 감추는지라 밖으로 공경하는 것을 들어서 안으로 참된 성품을 밝히고 나의 성품과 밖의 형상이 서로 응함을 알아야 한다. 불교에서 불상佛像을 위하는 것은 이러한 이치로 위하는 것을 알아야 한다. 기독교인이 이와 같은 도리를 알지 못하고 무조건 우상은 배척해야 된다는 말을 한다면 그것은 상식 밖의 생각이다.

### 원숭이가 참선 흉내 낸 과보로 천상의 몸을 받다
먼저 들은 법문 잃어버리고 또 새로 듣는 것은 마치 밑 빠진 독에 물을 붓는 것과 같다. 참선을 하는 데 있어 화두 한번 드는 것이 아무 것도 아닌 것 같지만 화두만은 그렇지 않다. 그 한 번 든 생각이 공간에 바늘 하나 꽂을 틈 없이 꽉 차 있는 것이다. 부처님 말씀에, 원숭이가 참선하는 흉내 낸 과보로 천상의 몸을 받았다고 하였다. 참선을 하는 데 있어서는 남녀노소가 없는 것이며, 시간의 길고 짧음도 없는 것이다. 오직 의심만이 있을 뿐이다.
출처:혜암스님..

## 법문

### 七賢女 法門 칠현녀의 법문
부처님 당시의 七賢女 칠현녀에 대한 법문을 수차 들어 생각하여 왔었다. 그러던 차 을묘년 八월 三일 한 수좌가 鏡峰 경봉 스님의 文集 문집을 가지고 와서 한 번 보라고 하기에 펼쳐 보았더니, 七賢女 칠현녀의 법문이 있었다. 자세히 살펴보니 그 法門 법문이 기이하여 살피기 어려웠다. 그 내용 가운데 長蘆頤 장로이 선사 어떤 선사인지 잘 모르겠으나, 그 말씀에는 묘한 이치가 담겨 있었기 때문에, 正眼 정안이 명백함을 깊이 느끼게 되어 이 글을 올리게 되었다.
부처님 당시, 七賢女 칠현녀가 꽃 구경하러 屍多林 시다림을 지나다가 그 중 한 여자가 숲 속에 송장이 있는 것을 보고, 다른 현녀에게 송장을 가리켜 말하되 "이 시체는 여기 있는데 시체의 주인은 어느 곳으로 향하여 갔을까?" 하였다. 그 중에 한 현녀가 듣고 "뭐라고 그게 무슨 말이지?" 하니, 모든 현녀가 자세히 觀하고 그 자리에서 각기 道를 깨달았다.
그 때 하늘에 帝釋天王 제석천왕이 天眼通 천안통, 天耳通 천이통으로 보고 듣고 말하길 "聖姉 성자여, 내가 마땅히 몸이 다하도록 무엇이든지 그대들을 위하여 다 공급해 드리겠습니다." 하였다. 그러자 七현녀들은 제석천왕에게 "우리에게는 모든 물건과 칠보가 다 갖추어져 있으므로, 다시 더 구할 것이 없소. 그러나, 우리에게는 다만 세 가지가 없으니, 그것을 우리에게 주시오. 즉
첫째는 뿌리 없는 나무 한 그루요,
둘째는 陰地 陽地가 없는 땅 한 조각이며,
세째는 메아리 없는 산 골짜기 입니다." 하였다. "나는 무엇이든지 다 드릴 수 있으나, 그 세가지만은 드릴 수가 없습니다."
"그런 것도 주실 수 없으면서 제왕께서는 어떻게 세상 사람을 구제하시겠습니까?"
"그 세 가지의 뜻은 나도 모르니 저 靈山會上 영산회상의 부처님께 여쭈어 보아야 하겠습니다." 그리하여, 제석천왕과 현녀들은 부처님께 나아가 이 사실을 사뢰었다. 부처님은 "제석천왕-교시가여, 나의 온 제자인 저 아라한들도 그 뜻은 알지 못하고, 오직 대 보살만이 그 뜻을 아느니라." 하셨다.
장로이 선사는 이 말을 들어 上堂 법문 때 말하기를 "대중들이여, 자세히 들어라. 제석과 칠현녀가 한 번 물을 때에 곧 삼천리나 꺼꾸러져 물러갔도다.
첫째 뿌리 없는 나무 한 그루를 청하면 나는 '屍多林 시다림이라' 말했을 것이요,
둘째 음양이 없는 땅 한 조각을 청하면 나는 '봄이 오니 풀이 스스로 푸르도다' 라고 말했을 것이고,
세째 메아리가 없는 골짜기를 청하면, 나는 '돌머리가 큰 것은 크고 작은 것은 작다' 고 말했을 것이다. 이와 같이 하였더라면 七현녀들이 손을 들고 돌아와 항복을 했을 뿐만 아니라, 제석천왕도 轉身 전신의 길이 있었을 것이다. 그러면 말해 보라. 어째서 그렇겠는가? 七현녀의 見處-본 곳에 의하면 스스로 가시숲 속에 있으면서 나오지 못하였으니, 그 가시숲 속에서 나오려면 어떻게 말하여야 하겠는가?" 하고, 한참 있다가
相喚相呼歸去來 상환상호귀거래
萬戶千門正春色 만호천문귀거래
서로서로 불러서 돌아오고 돌아가니,
일만 집 일천 문이 다 바른 춘색이로다. 하시었다.
나는 여기서 내 나름대로 말해 보려는 것이다. 우리는 모두 자기 몸을 끌고 다니는 것이 무엇인지 모르고, 또 그것이 어디서 왔고 어디로 가는지도 모르고 있다. 이 七현녀는 시다림에서 송장을 보고 도를 깨쳤다 한다. 그러나, 이 일단의 전후 사실에 대하여 살펴보건대, 즉 그 七현녀가 모두 도를 깨쳤다는 것이 너무나 장하고 희유하였기 때문에, 제석천왕이 꽃을 흩으면서 "무엇이든지 七현녀가 청하면 내 몸이 다하도록 그것을 공급 하겠습니다." 라고 까지 말하고 그 성의를 표했는데, 어째서 이 때 그 현녀들은 오직 法談 법담으로써 제석천왕을 시험하려 하였던가? 기왕에 시험하려 하였을진데, 먼저 천상에는 어떤 것이 보배인지 알아보고 그 보배 이름을 안 다음 그 보배를 주겠는가고 물어 보았다면, 제석천왕에게 순종하는 예의도 되고, 그가 보시하려는 진실한 뜻도 알 수 있었을 것이며, 따라서 제석천왕이 보배를 준다든지 안 준다든지 하는 말을 들어 본 뒤에, 위에 세 가지를 청구하는 것이 순서였을 것이다. 그리고, 제석천왕이 그 세 가지를 몰랐으면 七현녀가 그 답을 일러 주었어야 할 것인데, 그렇지도 않고 그 제석천왕과 함께 영산회상의 부처님을 찾아 갔으니, 그들 七현녀가 세 가지를 말하였으나 자기네도 그 뜻을 확실히 몰라서 배우러 갔는지, 그 점도 알 수 없는 것이다. 또 제석천왕은 五通力 오통력을 具足 구족하여 他心通 타심통이 자유 자재한데 왜 그 七현녀들이 알고 모르는 것을 분별하지 못하였는가? 이 도리는 성인이라도 서로 볼 수 없고, 전할 수도 없기 때문에 몰랐는지? 이 점도 또한 살펴보아야 할 것이다. 또 제석천왕이 그 세 가지 뜻을 모르면 그 현녀들에게 물어 보았어야 하였을 것인데, 그러지도 않고, 왜 멀리 계시는 부처님에게 까지 갔는지, 그것도 또한 살펴보았어야 할 것이다.
부처님은 一切種智 일체 종지를 다 두루하셨는데, 어째서 다만 "교시가여!" 하고 이름만 부르시고는 "내 제자인 대 아라한들도 그 뜻을 모르고, 오직 대 보살이라야 그 뜻을 아느니라." 라고 하셨는가? 큰 지혜 가지신 부처님도 그 뜻을 분명히 말씀하시지 않으셨으니, 그것은 무슨 까닭인가? 그러나 부처님 말씀이 간단하고 아무 의미가 없는 듯 하지마는, 거기에 바로 가르쳐 주신 뜻 潛在 잠재해 있는 것이니, 눈이 밝은 사람은 살펴보아야 할 일이다. 장로이 선사는, 그 七현녀가 形段 형단이 없는 그 세 가지 물건을 말한 것을 가시숲 속에 있다 하였고, 또 그 세가지를 형단이 있는 물건으로 가르쳤으니, 그러면 그들은 어떤 가시숲 속에 있었는가? 다음에 그 세 가지 물건에 대하여 내가 일러 보리라.
[1] 뿌리없는 나무 한 그루에 대하여 장로이 선사는 "그것은 시다림이다." 하였고, 鏡峰 경봉 선사는 "사람의 몸에는 毛髮 모발이 草木 초목이니, 그것은 七현녀의 모발이다." 하였으되, 나는 "春來草自靑 이라, 봄이 오매 풀이 스스로 푸르다." 고 하겠다.
[2] 음양이 없는 땅 한 조각에 대하여 장로이 선사는 "봄이 오매 풀이 스스로 푸르다." 했고, 경봉 선사는 "사람 머리는 하늘이요 발은 땅이니, 그것은 七현녀 발을 가리킨 것이며, 봄바람을 입지 않아도 빛이 스스로 곱다" 하였으되, 나는 "無陰陽時 卽生地 무음양시 즉생지라, 즉 음양이 없을 때 곧 땅이 났다." 고 말하겠다.
[3] 메아리가 없는 산골짜기에 대하여 장로이 선사는 "돌머리가 큰 것은 크고 작은 것은 작다." 하였고 경봉 선사는 "사람의 몸에 있는 齒牙 치아는 刀山劍樹 도산검수처럼 벌려져 있어, 모든 식물이 입에 들어가면 다 티끌이 되고 말기 때문에 치아가 곧 도산검수가 된다. 그러므로 그것은 七현녀 입을 가리킨 것으로서 도산검수가 다 고르지는 않다 하면 될 것인데 무엇 때문에 가까운 것을 버리고 먼 것을 취했는가?" 하였으되, 나는 "無響山谷 有響不聞 무향산곡 유향불문이라, 메아리가 없는 산골짜기에 메아리 있는 것을 듣지 못한다. 즉 어두운 사람은 어두움을 보고, 밝은 사람은 밝음을 보는 것이다. 고 하겠다. 七현녀의 본 곳에 의하면, 스스로 가시숲 속에서 나오지 못했다 하니, 이 가시숲이라는 말을 바로 살피기가 참으로 어려운 것이다. 그러면 이 가시숲이란
相喚相呼歸去來 상환상호귀거래
萬戶千門正春色 만호천문정춘색
서로서로 불러서 돌아오고 돌아가니,
일만 집 일천 문이 다 바른 춘색이로다.
인데, 무엇이 부르며 무엇이 돌아왔다는 말인가?
이 두 가지를 일반 대중은 잘 살펴보아야 할 것이다. 만일 이것을 내게 묻는다면 나는
"첫째 '가시숲' 이란 '動念卽乖 동념즉괴' 라,
생각이 움직이기만 하면 곧 어긋난다." 할 것이요,
"둘째 '무엇이 부르며 돌아옴' 이란
'門前一路透長安 문전일로투장안' 이니,
즉 문 앞의 한길이 長安 장안으로 뚫렸다." 하리라.

### 結制法語 결제법어 법문
法床 법상에 올라 한참 계시다가
"結制 결제라 해서 대중이 모였다가 解制 해제라 하여 大衆 대중이 흩어진다. 봄이 오고 가을이 가는 이런 때가 새로운 것인가? 묵은 것인가?" 하시며, 주장자로 法床 법상을 치시고는
"결제라 해서 대중이 모이는 것인가? 해제라 해서 대중이 흩어지는 것인가? 이것이 가는 것인가? 이것이 오는 것인가? 이것이 새로운 것인가? 이것이 묵은 것인가? 이것이 변하는 것인가? 이것이 변하지 않는 것인가?" 하시었다.
주장자로 다시 한 번 치시고는
"이것은 맺는다 해도 안 되는 것이요, 이것은 푼다 해도 안 되는 것이며, 이것은 모인다 해도 안 되는 것이요, 이것은 흩어진다 해도 안 되는 것이며, 이것은 간다 해도 안 되는 것이요, 이것은 온다 해도 안되는 안 되는 것이며, 이것은 새롭다 해도 안 되는 것이요, 이것은 묵었다 해도 안 되는 것이니, 이것이 모두 안 되는 것이면, 결국 이것은 무슨 도리인가?" 하시고, 잠시 계시다가 대중이 아무 말이 없으므로,
"만약에 이 한 마디를 바로 일러 오는 學人 학인이 있다면, 또한 慈光 자광이 하늘에서 일어나고 바다 밑에서 연기가 일어난 道理 도리를 일러 올 수 있을 것이다." 하신 다음, 아래의 偈頌 게송을 읊으셨다.
身心把正元無動
默坐茅庵絶往來
寂寂寥寥無一事
但看心佛自歸依
몸과 마음을 바로잡아서 원래 동함이 없이
묵묵히 띠집에 앉아서 오고가는 왕래를 끊으니
적적하고 고요하고 고요해 한 가지 일도 없나니
다만 마음 부처를 보아 스스로 귀의해 돌아가라.
柱杖子로 법상을 세 번 치신 후 下座 하좌하시다.

### 참으로 위해야 할 것
우리가 공부할 때 '내가 무엇을 했거니' 하는 相상을 일으켜서는 안 된다. 상이 일어날 때 그것을 없애야 하는데 그 없애는 방법은 무엇인가? 모든 것을 알아 내는 의심으로 반성하면 되는 것이다. 따로 방법을 내면 분별이 되지마는 의심을 일으키면 그대로 소멸되는 것이다. 또 세상에서 가장 깊은 애정은 부모와 자식 사이에 있는 것이다. 그러나, 이 애정은 생전에는 좋은 것 같지만, 죽은 뒤에는 원수와 같이 되는 것이니, 지옥에서 만나더라도 서로 죽이려고 아귀 다툼을 하는 것이다. 그렇다면 어떻게 해야 安樂國 안락국에서 만나 살 수 있는가? 인연이 있는 사람에게 애정이 일어날 때에, 우리는 관세음 보살 이나 지장 보살이나 혹은 부처님의 명호를 부르는 마음으로 반성하면, 그 보살이나 부처님의 恩德 은덕이 그에게 내리는 것이니, 이것이 가장 사랑하는 마음이요, 그를 위하는 길이다. 우리에게 맺어진 인연이란 영사막에 잠깐 나타났다가 이내 사라지는 것과 같이 허무한 것임을 깨달아야 한다. 이것을 깨닫지 못할 때, 생사의 고통과 번뇌 망상이 영겁으로 지속되는 것이다. 우리는 누구를 사랑할 때 그 몸뚱이를 위하고 사랑하면 그것은 허망한 것이다. 이 몸뚱이란 죽은 송장과 다름 없는 것이다. 참으로 위하고 사랑해야 할 것은 '아무개야!' 하고 부르면, '예.' 하고 대답하는 그 한물건, 또 '어머님!' 하고 부르면 '오냐.' 하고 대답하는 그 한 물건이니, 그 한 물건을 위해야 참으로 잘 위하고 잘 효도를 하는 것이다.

### 涅槃相 열반상 법문
"스님께서 涅槃 열반하시면 장례 절차를 어떻게 할까요?" 하고 門人이 말씀드리니, 惠菴 선사께서 말씀하시되 "내가 도시에서 죽으면 영구차에 실어다가 화장장에 집어 넣을 것이고, 또 산중에서 세상을 버린다면 상여도 할 것 없고 마구잡이로 들어다가 석유 한 사발로 불에 태울 것이요, 들어와서는 상단에 향 하나 꽂고 삼정례하고 영단에도 향 하나 꽂고 심경 한 편 외울 뿐이지 물질을 소비하지 말아라. 또 나는 부처님 사리도 숭배하지 않기 때문에 사리가 나지 않을 것이다.
또 사리가 난다 하더라도 부처님 같은 사리가 나지 않을 것이다. 혹시 난다 하더라도 땅 속에 파묻던지 아무 데나 버릴 것이지 만일 돌 한 덩어리라도 탑을 해서 쌓는다고 하면 나하고는 대천지 원수가 될 것이다. 사리라는 것은 본래 정법을 갖춘 大善知識 대선지식이 擇 택사리를 할 때에 사리를 손바닥에 놓고 法力 법력으로 觀관을 하면 음사리는 피고름 으로 화하고, 탐사리는 구렁이 배암으로 화하고, 치사리는 도깨비로 화한다고 하였다. 그러므로, 사리라는 것은 방금 말한 바와 같이 明眼 宗師 명안 종사가 擇 택사리를 해야 사리로 인정하는 것이지 擇 택사리 하기 전에는 인정을 하지 못하는 것이다. 또한 부처님 사리에도 공경심을 내어 예배 한다면 그것은 다 지옥으로 갈 것이다. 왜 그러냐 하면, 그것은 相法 상법에 집착하기 때문에 저절로 그렇게 되는 것이다." 하셨다.
"그런고로, 經경에 말씀하시기를
凡所有相 皆是虛妄 범소유상 개시허망 이라,
무릇 있는 바 相상이 다 이렇게 허망하다." 하시고, 또 "都無定相 幻無定相 도무정상 환무정상 이라,
도무지 실로 정한 상이 없고, 환으로 정한 상이 없다." "그런고로, 그것을 無相之法 무상지법 이라 한다." 하신 후 "그런고로, 但不聚相 단불취상 하면, 다만 상만 취하지 않을 것 같으면 모든 聖人 성인의 뜻과 내 뜻이 서로 和合 화합한다." 하셨다. "그래서 經경에 말씀하시기를 離一體相 이일체상 하면, 즉 모든 일체상을 여읠 것 같으면, 聖人의 뜻과 내 뜻이 서로 화합한다." 하셨다. "그러므로, 앞으로 佛心宗 불심종의 나의 문인들은 밝게 밝게 오로지 공부에만 정진하고, 이 몸이 다하도록 무량중생을 위해 行願 행원을 철저히 하여 주기 바라는 바이니라."

### 별 찾는 對話 대화 법문
獅子咬人 韓盧逐塊 사자교인이요 한로축괴니라.
즉 사자는 돌을 던진 사람을 물고 개는 흙덩이를 쫓아간다. 滿空 만공 선사께서 밤 하늘에 별을 쳐다보시고 田岡 전강 선사에게 물으시기를
"부처님은 明星 명성을 보시고 悟道 오도를 하셨다는데 저 하늘에 가득한 별 중 어느 것이 자네의 별인가?" 라고 하시니,
전강 스님은 곧 땅에 엎드려 더듬으며 별을 찾는 시늉을 하시었다. 만공 선사는 그것을 보시고
"善哉, 善哉! 잘한다 잘한다!" 하시며 印可 인가를 하시고, 傳法偈 전법게를 지어 주시었다. 그러나, 만일 전강 스님이 찾는 것이 별인 줄 알고 별 찾는 시늉을 하시었다고 볼 것 같으면, 이것은 참으로 유감된 일이라 아니할 수 없는 것이다.
여기에서 달리 이르는 道理 도리가 있는데 그 달리 이르는 말을 하지 아니하고 별 찾는 시늉만 했으니, 이는 어찌 보면 韓盧逐塊 한로축괴 허물을 질 수도 있을 것이다. 또한 만공 조실 스님은 그것을 자세히 밝게 살펴보시지 않으시고 잘한다고만 하시었으니, 또한 후일에 눈 밝은 사람이 있어 전강 스님과 만공 스님에 대하여 똑같은 韓盧逐塊 한로축괴의 허물을 말할까 염려되는 것이다. 그러니, 만공 조실 스님이 위 법문답에 있어서 한 번 더 자세히 살피시지 않은 점에 대하여서는 내가 또한 의문이 전무하다고 할 수는 없는 것이다. 여기서 별 찾기 전에 이르는 말을 내가 한 마디 하겠다. 만약 만공 스님이 나한테 위 법문을 물으신다면 "스님은 어느 곳에서 내 별을 보셨습니까?" 하고 반문을 하였을 것이다

### 佛敎 基督敎 同一點 불교와 기독교의 동일점 법문
부처님께서 가비라국 淨飯王 정반왕 王家 왕가에 태어나실 때, 大地 대지에 光明 광명을 놓아 十方世界 시방세계를 두루 비추시고 땅에서는 金蓮花 금련화가 솟아나 그의 두 발을 받드니, 그는 동서 남북으로 각각 七步 칠보 걸으시고, 두 손을 나누어 하늘과 땅을 가리키시며, 獅子吼 사자후 하시기를 "上下四維 상하사유에 無能尊我者 무능존아자라." 이것은 `하늘과 땅 또 사방에 나보다 높은 자가 없다' 는 뜻이다. 또 '太子署應經 태자서응경'에도 "天上天下 천상천하에 唯我獨尊 유아독존이라. 곧 이 하늘 위와 하늘 아래에 오직 내가 제일 높다." 하셨다. 이 말씀에 대해 사람들은 제각기 온갖 見解 견해를 가지고 있다. 그러나, 서가세존의 이 말씀의 근본 뜻은 바로 알기 어렵다. 서가세존의 "오직 '나' 만이 홀로 높다" 하신 이 말씀은, 서가  자신 곧 肉身 육신이 홀로 높다는 뜻이 아니다. 일체 중생, 심지어 저 곤충까지도 천상 천하에 가장 높은 '나'를 갖추고 있다는 뜻이다. 그러나 사람들은 그것을 모르기 때문에, 세존께서 세상에 나시면서 그 진리를 敎示 교시하시기 위하여 세존 자신이 홀로 높다고 말씀하신 것으로 알지 아니한다.
기독교 '聖經 성경'에 "나는 길이요, 나는 진리요, 나는 생명이다. 나를 따르는 자는 곧 永生 영생을 얻으리라." 하였다. 그런데 이 말에 '나'라고 한 말씀은 예수 자신을 말한 것이 아니라, 사람들 각자가 가진 참 '나'를 가리킨 말인 것이다. 어떤 제자가 예수님께 물었다.
"제가 어떻게 하면 天國 천국에 갈 수 있겠습니까?" 예수께서 말씀하시기를 "일체를 다 버리고 나를 따르면 천국이 너의 것이다." 하였다. 여기서 '나를 따르라' 는 말씀은 예수 자신을 따르라는 말이 아니라, 각자의 '나' 를 따르라는 말로 알아야 한다. 그러나, 기독교인들 중에는 이것을 물으면 예수를 따르라는 말씀이라 하니, 이것은 기독교인으로서 예수님의 본뜻에 미치지 못하는 것이 아닌가? 서가세존의 `천상천하에 나만이 홀로 높다' 는 말씀도 각자의 '나'를 가리킨 것이요, 예수님의 '나를 따르면 천국이 너의 것이다' 하신 말씀도 각자의 '나'를 가리킨 것이니, 여기에 다른 무엇이 있겠는가? 事相法 사상법으로 말하더라도 밖으로 쓴즉 나타나고, 안으로 거두운 즉 감추는지라, 밖으로 공경하는 것을 들어서 안으로는 참된 성품을 밝히고, 나의 성품과 밖의 형상이 서로 응함을 알아야 한다. 불교에서 佛像 불상을 위하는 것은 이러한 이치로 위하는 것을 알아야 한다.
기독교인이 이와 같은 도리를 알지 못하고, 무조건 우상은 배척해야 된다는 말을 한다면, 그것은 상식 밖의 생각이다. 만일 그렇다면 기독교인이 십자가 앞에서 기도를 하는 것은 무엇인가? 그 십자가는 눈에 보이는 우상이 아니겠는가? 그러므로, 기독교를 믿는 사람이 성경의 근본 뜻을 알고 믿으면 부처님도 예수처럼 믿을 것이요, 불교를 믿는 사람이 부처님 말씀의 근본 뜻을 알고 믿으면 예수님도 부처님처럼 믿을 수 있을 것이다. 그런데, 우리가 살아 가는 한 가정에서도, 부모는 불교도요 자녀는 기독교도라 해서 그 의견이 서로 같지 않음을 흔히 본다. 그러나, 위에서 말한 바와 같이 바로 알고 바로 믿으면 기독교를 믿는 자녀들도 불교를 믿는 부모에게 효도를 달리 할 수 없을 것이요, 또 불교를 믿는 부모들도 기독교를 믿는 자녀들에게 사랑을 달리 할 수 없을 것이다. 부모와 자녀 사이에 믿는 진리 기독교와 불교가 겉으로는 다르지마는, 그것은 마치 물은 파도를 여의지 아니하고, 파도는 물을 여의지 아니한 것과 같은 것이다. 또 이와 같이 모든 종교의 진리가 하나임을 알아야 하며, 그 진리를 바로 알지 못한 채, 남의 옳지 못한 말만 믿고 행동하는 사람들이 있다. 내가 지금 종교란 원래 하나임을 비유를 들어 보이리라. 가령 달 밝은 밤에 접시, 사발, 동이, 항아리 등 무수한 그릇에 물을 떠 놓고 보면, 그 그릇마다 달은 다 비추어 있다. 다시 말하면 불교니, 기독교니, 천주교니 하는 것 등은 곧 접시달, 사발달, 항아리달이라고 하는 것과 같은 것이니, 즉 그릇은 각기 다르나 그 달은 같은 달인 것이다. 보라. 청천에 떠 있는 달은 우주에 오직 한 몸만 비추어 있을 뿐이다. 이와 같이 알면, 종교란 원래 하나임을 깨끗한 정신으로 믿을 수 있을 것이다. 또 사회에서 哲學 철학이 어떠니, 心理學 심리학이 어떠니, 人生觀 인생관이 어떠니 하고 떠들며 말한다. 그러나, 그것은 다 남의 흉내만 내는 것이다. 참으로 위에 것을 達觀 달관하여 인생이란 것을 철저히 打破 타파해야 되는 것이다. 그러면, 어떻게 타파해야 하는가? 다시 말하면 우리는 다 자기가 과거에 어디에 있다가 이 세상에 왔는지를 알아야 하는 것이다. 여기에 대해서는 천만 번 計較 계교하고 思量 사량하여 이르더라도, 그것은 다 뜨거운 불위의 一點 한 점 雪 눈이라, 아무 소용이 없는 것이다. 글이야 한 자도 모르더라도, 내가 전생에 어디 있다가 이 세상에 왔는지, 그 온 곳을 알아야 한다. 그 온 곳을 진실로 밝게 알면, 따라서 내생에 어디로 갈 것인지를 분명히 알게 될 것이니, 이렇게 되었을 때에 비로서 참된 인생관이 성립되는 것이고, 完全 완전한 人格者 인격자가 될 수 있는 것이다.
金仙耶蘇本面目
人前各自强惺惺
一坑未免但埋却
不知身在眼子靑
부처님과 예수님의 본래 면목이
각자 사람 앞에 스스로 똑똑하게 밝았으니,
다만 한 구덩이에서 면하지 못하고 묻히면
몸 가운데에 푸른 눈알이 있음을 알지 못하리라.

### 祖師西來意 조사서래의 법문
'禪家龜鑑 선가구감'에 : '선가귀감'으로 일반에 통용되나, 佛家 특히 禪宗에서는 재래식 운음에 따라 '구감'으로 표기함.-編者
如何是祖師西來意 여하시조사서래의
庭前栢樹子 정전백수자
"어떤 것이 조사가 서쪽에서 오신 뜻입니까?"
"뜰 앞의 잣나무니라."
이 화두에 대하여 淸虛 청허 스님은
"이것은 '龍宮藏經'에도 없는 格外禪이다." 하시고,
漁行水濁 고기가 가니 물이 흐리고
鳥飛毛落 새가 날으니 털이 떨어진다. 하시었다.
내가 梁山 양산 通度寺 통도사에 있을 때다. 여기에 대해서 한 생각이 나기에 저녁 공양을 마치고 通度內院寺 통도 내원사에 건너가 조실방에 들어가서 祖室 조실 慧月 혜월 스님께 人事 인사를 드렸다. 조실 스님이 "어떻게 건너 왔느냐?" 하시기에 나는, "여쭈어 볼 말씀이 있어서 왔습니다." 하였다. "무슨 말인지 말해 보아라." 나는 말하였다. "庭前栢樹子 정전백수좌 話頭 화두에 대해 淸虛 청허 스님은 '고기가 가니 물이 흐리고 새가 날으니 털이 떨어진다' 고 하셨는데 이 말씀이 맞습니까?" 조실스님은 "그것은 꼭 맞는 말이지!" 하시었다.
"어째서 맞습니까?"
"그야 고기가 가니 물이 흐리고 새가 날으니 털이 떨어지는 것은 本分 본분의 道理 도리가 아닌가?"
"스님, 그러면 제가 한 번 읽어 보겠습니다. 들어 보십시오." 하고 나는 그것을 읽었다. 내 읽는 소리가 떨어지기 전에 스님은 깜짝 놀라면서
"아차, 내가 잘못 살폈구나, '뜰 앞의 잣나무' 화두에 '고기가 가니 물이 흐리고, 새가 날으니 털이 떨어진다' 는 것이 맞지 않는구나. 그래, 혜암 수좌 말이 맞다." 하셨다.
얼마 뒤에 나는 또 定慧寺 정혜사로 滿空 만공 조실 스님을 찾아 뵙고 여쭈었다.
"뜰 앞의 잣나무 화두에 대해 청허 스님은 '고기가 가니 물이 흐리고, 새가 날으니 털이 떨어진다' 하셨으니, 이 말이 맞습니까" 라고 하니,
滿空 만공 선사께서는 "청허가 그렇게 말했을 리가 없는데, 그것이 정말인가?" 하였다.
"'禪家龜鑑선가구감'에 분명히 그렇게 말했습니다." "'선가구감'에 그렇게 말했어도 그것은 맞지 않는 말이다. 어디 그 책을 가져와 보아라." 마침 그 때 누더기 입은 한 首座 수좌가 걸망에서 '선가구감'을 꺼내 만공 선사께 드렸다. 스님은 그것을 펴 보시고 "보아라. 이 글의 내용을 그 겉으로만 보지 말고 그 속의 안 까닭을 살펴야 한다." 라고 하셨다. 이상 두 분의 말씀이 다 꼭같이 맞아 떨어 졌던 것이다. '한두 분의 인정을 받았다고 해서 만족할 만한 것이 아니로구나.' 생각하고, 나는 다시 龍城 용성 선사를 찾아 뵈옵고 여쭈어 보리라 생각했다.
서울 大覺寺에 계시는 용성 선사를 찾아가 뵈옵고, 위에서와 같이 여쭈어 보았다. 용성 선사께서도 "그것은 맞지 않는 말이지. 淸虛 청허 스님 말씀은 허물 句구를 말씀하셨느니라. 그러므로, 工夫 공부 란 샅샅이 살펴 가야 하는 것이지." 라고 하셨다. 이것도 위의 두 분의 말씀과 같은 것이다.
청허스님이 어찌하여 정전백수자화에 대하여 "어행수탁이요, 조비모락이라."고 말씀 하시었는지 한 마디 말을 하여야 할 것이다. 공부란 참으로 여러 善知識 선지식 스님을 찾아 琢磨 탁마를 해야 하는 것이다. 그러면, 청허 스님이 '선가구감'에서 분명히 '이것은 격외선 인지라, 고기가 가니 물이 흐리고, 새가 날으니 털이 떨어진다.' 고 하시었는데, 우리는 청허 스님의 이런 허물 句구에서 안 까닭을 分明 분명히 찾아야 한다. 자꾸 讀頌 독송하여 살피면 '선가구감'의 대의가 이 한 허물 구에 있음을 각자가 가려 낼 수 있을 것이다.

### 禮拜 예배 법문
예배라는 것은 법답게 해야 하는 것이다. 理體 이체는 안으로 밝고 事相 사상은 밖으로 변하는 것이므로 이체는 버리지 못하는 것이요, 사상은 드러나고 감춤이 있는 것이니, 이런 뜻을 알아야 법을 의지하는 것이라 할 수 있는 것이다. 대저 禮예를 차린다는 것은 공경하는 것이요, 절한다는 것은 我慢 아만을 調伏 조복받는 것이니, 나의 참된 性品 성품을 공경하고 어두운 마음을 굴복시켜야 비로서 예배라 할 수 있는 것이다. 공경을 행하기 때문에 아만이 끊어진지라 감히 그를 毁傷훼상하지 못하고, 어두운 마음을 굴복시키기 때문에 방탕하지 못하는 것이니, 만일 악한 뜻을 길이 멸하고 착한 생각이 항상 있으면, 비록 형상을 다투어 공경하지 아니하여도 언제나 예배하는 것이 되느니라. 착한 생각이라는 것은, 마음이 순진하고 솔직한 것을 말하는 것이 아니라 工夫 공부하는 것을 善착한 생각이라고 한다. 그러므로, 事相法 사상법이란 그것을 밖으로 쓰면 나타나는 것이요, 안으로 버리면 감추는 것이라, 밖으로 공경함을 들어 안으로 진정 밝히는 것은, 성품과 外相 외상이 서로 應응함을 표시하는 것이다. 만일 다시 외상으로 쫓아 예배하는 것에만 집착한다면, 안으로는 곧 貪탐, 嗔진, 痴치를 일으켜 항상 惡念 악념을 行행 하고, 밖으로는 부질없이 外樣 외양만을 나타내어 거짓 禮敬 예경을 지을 것이니, 어찌 진실한 禮拜 예배라 할 수 있겠는가? 그것은 聖賢 성현을 속이는 것이라, 반드시 生死 생사에 輪廻 윤회하면서 惡道 악도에 떨어짐을 면치 못할 것이다.

### 敎者 교자와 禪者 선자의 問答 문답 법문
[교] "定慧 정혜 等등을 배워 佛性 불성을 밝게 본다는데 그것은 무슨 뜻인가?"
[선] "我家無奴婢 우리집에는 안과 바깥종이 없느니라."
[교] "보살이 중생들의 고통을 보시고 慈悲心 자비심을 일으키시는 것은 어째서 그러한가?"
[선] "慈자란, 부처를 이룰 것이 있는 줄로 보지 않는 것이며, 悲비란 중생을 제도할 것이 있는 줄로 보지 않는 것이다."
[교] "그렇다면 부처님의 말씀하신 法법이 중생을 濟度 제도할 수 없는 것인가?"
[선] "부처님의 말씀하신 바가 있다고 말하면 그것은 비방하는 것이요, 그렇다고 부처님의 말씀하신 바가 없다고 말하면 그것도 법을 비방하는 것이다. 진실한 부처는 입이 없으니 설법할 수 없고, 참으로 듣는 것은 귀가 없거늘 그 누가 듣겠는가?"
[교] "그렇다면 一大藏敎 일대장교는 쓸 데 없는 것인가?"
[선] "일대장교란 달을 보라고 가리키는 손가락에 지나지 않는 것이니, 참으로 밝은 사람이면 바로 달을 볼 것이요, 우둔한 자는 손가락을 볼 것이다. 그러므로 사자는 흙덩이를 던지면 그 던진 손을 물지마는, 개는 흙덩이를 쫓아가는 것과 같느니라."
[교] "믿어서 알고 실행해 證得 증득하는 것이 분명한데, 어째서 等覺 등각, 妙覺 묘각은 비추어 고요하며, 煩惱 번뇌를 굴려 菩提 보리가 되고 生死 생사를 굴려 涅槃 열반이 되지 않겠는가?"
[선] "등각과 묘각은 막대기 걸머진 鬼神 귀신이요, 보리와 열반은 당나귀를 붙들어 맨 말뚝이며, 名句 명구를 認定 인정하는 것은 똥덩이 입에 문 것이요, 佛陀 부처와 祖師 조사가 되려는 것은 地獄 지옥에 들어가는 業업이다."
[교] "부처라, 조사라 하는 것은 또 어떤 것인가?"
[선] "부처란 幻化 환화의 身몸이요,
조사란 늙은 比丘 비구니라."
[교] "어찌 일체 보살과 부처님께서 보시고 증득하신 곳이 없겠는가?"
[선] "자기의 眼눈을 어떻게 見보며 자기 마음을 어떻게 證得 증득하겠는가. 敎교에서도 '頭머리가 본래 그대로 있는데 스스로 得얻었다 失잃었다는 생각을 내며, 마음이 본래 평등한데 스스로 凡夫 범부다, 聖賢 성현이다 하는 所見 소견을 일으킨다.' 하였으니, 어찌 이 발광한 것이 아니겠는가?"
[교] "畢境 필경에 그 理致 이치가 어떠한고?"
[선] "자기 本分上 본분상에는 본래 이름이라는 것이 없지마는, 방편으로 불러 정법안장열반묘심 正法眼藏涅槃妙心 이라 하는 것이다. 다시 할 말이 있으나, 다음으로 미루어 밝은 날에 하리라."
於是에 禪敎 - 著者註 ; 於是에 禪敎對辯訖하고 各禮拜依位而坐어늘 西山 曰, 此一期問答이 亦可跋禪敎釋也로다. 卽喚沙彌雙翼書하니 時萬力丙戌至月上瀚이러라.

### 蟬聲話 매미 소리 법문
滿空 만공 스님 會上 회상때의 일이다. 대중이 수박 공양을 하려 하고 있을 때에 한여름 나무 가지에서 매미가 울고 있었다. 만공 조실 스님이 그 매미 소리를 들으시고 대중을 둘러보시며 말씀하시되 "누구든지 날랜 사람이 있어서 저 매미 소리를 제일 가까이에서, 제일 먼저 잡아 오는 사람에게는 수박 값을 받지 않을 것이요, 못 잡아 오는 사람에게는 동전 세 푼씩 받아야 하겠다." 라고 하셨다. 그 때 대중 가운데 어떤 이는 매미 잡는 시늉을 하고, 어떤이는 매미 우는 소리를 내었다. 그 때에 錦峰 금봉 스님이 나와 원상 ㅇ을 그려 놓고 말하기를
"相中無佛 佛中無相 상중무불 불중무상이라, 즉 상 가운데 부처가 없고, 부처 가운데 상이 없습니다." 라 하였다. 그러나, 만공 선사는 아무 말이 없었다. 마침 寶月 보월 스님이 들어오자 선사께서 "지금 대중 스님네는 이러이러했으니 자네는 어떻게 하겠는가?" 하고 물었다. 보월 스님이 곧 주머니 끈을 풀고 돈 세 푼을 꺼내어 만공 선사에게 보였다. 선사께서 웃으며 "자네가 비로서 내 뜻을 알았네." 하시었다. 碧超 벽초 스님에게서 이 법문을 듣고 이 법문을 살펴보니, 보월 스님이 돈 서너 푼을 꺼내어 보이신 데 그친 것은 "含情未吐 함정미토라, 즉 뜻은 있어도 토하지 못함이로다." 고 評평할 수 밖에 없는 것이 아니겠는가? 그렇다면, 토하는 법은 어떻게 하였어야 했겠는가. 그것은 "侍者 시자야, 수박 사다 조실 스님께 올려라." 라고 말씀을 하였어야 했을 것인데 그 말이 없었고, 또 만공 조실 스님께서도 반드시 보월 스님에 대하여 "含情未吐 함정미토로다." 라고 한 말씀 있었어야 했을 것인데 그 말씀이 없었으니, 조실 스님도 보월 스님과 꼭같이 함정미토가 아니 되었다고 볼 수 있겠는가? 그러나 보월 스님이 그 돈을 꺼냈을 때 그 뜻이 서로 통했기 때문에 만공 스님께서 "내 뜻을 알았다." 고 말씀하신 것이 아니겠는가? 만일 내가 그 자리에 있었으면 "조실 스님께서는 어느 곳에서 매미 우는 것을 보셨습니까? 그 매미 운 것을 보신 곳을 말씀해 주시면 수박을 깍아 올릴 것이고, 만일 매미 운 것을 보신 곳을 말씀하지 아니하시면 수박이 곁에 있더라도 깍아 올리지를 못하겠습니다." 라고 이렇게 대답을 하였을 것이다. 그리고, 다시 만공 선사께 묻기를 "어느 곳에서 매미 우는 것을 보셨습니까?" 이와 같이 반문을 하였을 것이다.

### 語默動靜 어묵동정 법문
옛날 龍城 용성, 滿空 만공 두 和尙 화상이 禪學院 선학원에서 法問答 법문답을 하시게 되었다. 龍城 용성 선사가 滿空 만공 선사에게 묻기를 "語默動靜 어묵동정을 여의고, 한 번 일러 보시요?" 하니, 만공 선사는 들은 체 만 체 하셨다. 그러니 용성 선사가 만공 선사에게 "良久 양구란 말이요?" 라고 물으니, 만공 선사가 "아니오." 라고 하셨다. 그러나 사실은 양구가 분명한데 그 두 스님은 이것을 끝내 해결 짓지 아니한 것이다. 그 후 이 법 去來 거래 내용을 들은 田岡 전강 스님은 만공 선사를 뵙고
"두 큰스님께서는 서로 멱살을 쥐고 흙탕물에 들어간 격입니다." 라고 하니, 만공 선사께서는 "그러면 자네는 어떻게 하겠는가?" 하셨다. 그 때에 전강 스님이 대답하기를 "어묵동정을 離여의고 무엇을 이르란 말입니까?" 라고 하니, 만공 선사 "善哉 善哉, 옳다 옳다!" 하시었다. 그러나, 老善知識 노선지식들의 위 법문을 살펴볼 때, '離여의고' 라는 말이 있는데 어찌 이를 말이 없겠는가? 하는 의문이 앞선다. 이 어묵동정을 해결짓기는 참으로 어려운 것이다. 말하지도 말고 잠자코 있지도 말며 움직이지도 말고 가만히 있지도 말라 하였으니, 사실은 몸이란 그대로 가만히 있을 수 없는 것인데 어찌 가만히 있지 않을 수가 있겠는가? 가만히 있지 않은 소식을 알고자 할진대 胎中 태중에 들어가기 전 소식을 알아야 하는 것이다. 태중에 들어가기 전 소식이란 무엇인가? 나보고 이 道理 도리를 이르라 할 것 같으면 "破器相從 파기상종이라." 하겠다. 즉 가만히 있지 않는 도리가 파기상종이란 도리를 알아야, 理이로나 事사로나 어묵동정을 離여의는 도리를 분명히 이를 수 있는 것이다. 그러나, 분명히 그 도리를 이르더라도 그 根本自體 근본 자체에는 감히 미치지 못하고 있음을 알아야 하는 것이다.
破器相從 파기상종이란 깨어진 그릇은 맞추지 못한다는 뜻이다.

### 坐禪 좌선 법문
좌선하는 사람은 모름지기 至善 지선에 이르러야 한다. 그러므로, 마땅히 惺惺 성성하여 온갖 생각을 끊고 昏沈 혼침에 떨어지지 않는 것을 坐좌라 하며, 욕심 속에 있으면서 욕심이 없고 티끌 속에 살면서 티끌을 떠난 것을 禪선이라 한다. 밖에서 함부로 들어가지 않고 안에서 함부로 나가지 않는 것을 坐좌라 하며, 집착함도 없고 의지함도 없으며 항상 광명이 앞에 나타나는 것을 禪선이라 한다. 밖에서 흔들어도 움직이지 않고 안이 고요하여 흔들리지 않는 것을 坐좌라 하며, 빛을 돌이켜 도로 비추어 법의 근원에 사무치는 것을 禪선이라 한다.
逆역이나 順순에 괴로와하지 않고, 聲소리와 色빛깔에 굴하지 않는 것을 坐좌라 하며, 그윽함을 비추면 그 밝음은 해와 달보다 더하고, 물건을 교화 하면 그 힘이 하늘과 땅보다 센 것을 禪선이라 한다. 차별이 있는 境界 경계에서 차별이 없는 定정에 드는 것을 坐좌라 하며, 差別 차별이 있는 智慧 지혜에서 차별이 없는 지혜를 보는 것을 禪선이라 한다. 통틀어 말하면, 熾然 치연히 작용하면서도 正體 정체는 如如 여여하며, 縱橫 종횡으로 妙묘함을 얻어 어떤 일에도 걸림이 없는 것을 坐禪 좌선이라 하느니라. 간략히 말하면 이렇거니와, 자세히 말하려면 종이와 먹으로 다할 수 없는 것이다.
那伽 나가 큰 禪定 선정은 고요함도 없고 움직임도 없으며, 眞如 진여의 묘한 본체는 生나지도 않고 滅멸하지도 않는다. 보아도 보이지 않고 들어도 들리지 않으며, 空이면서 공이 아니요, 有이면서 유도 아니다. 크게 포용하면 바깥이 없고, 가늘게 들어가면 안이 없도다. 神通 신통, 智慧 지혜, 光明 광명, 壽量 수량과 그 大器 대기, 大用 대용이 無窮無盡 무궁무진하나니, 뜻이 있는 사람은 마땅히 잘 參究 참구해야 하느니라. 빨리 精彩 정채를 더하면 크게 깨침으로써 門에 들어갈 것이며, 團地 단지의 한 소리 뒤에는, 하고 많은 靈妙 영묘함이 다 저절로 구족해지리니, 이것이 어찌 邪魔 外道 사마 외도가 傳하고 받음으로 師資 사자를 삼으며, 所得 소득이 있는 것으로 究竟 구경을 삼는 것과 같겠는가? 바르게 공부하는 學人 학인 일진대 鎭重 진중하고 진중하게 坐禪 좌선에 들어가야 하느니라.

### 拈花微笑 염화미소 법문
부처님께서 靈山會上 영산회상에서 설법하실 때 백만억 대중이 모이었다. 부처님이 꽃 한 송이를 들어 대중에게 보이시자 오직 迦葉 가섭만이 그것을 보고 微笑 미소를 지었다. 가섭은 부처님의 首弟子 수제자였다. 그런데 가섭은 무엇 때문에 미소를 지었던가? 우리는 그 뜻을 알아야 한다. 누가 내게 묻더라도 나는 그 뜻을 전부는 말할 수 없고, 三분의 一만은 말할 수 있다. 그러면 가섭의 미소는 무슨 뜻인가? 그 웃음은 비웃음이다. 비웃음의 뜻을 알면 세존께서 꽃을 드신 뜻도 알 수 있고, 가섭이 미소한 뜻도 알 수 있을 것이다. 그러면 대중은 말해 보라. 가섭이 무슨 뜻으로 비웃는 웃음을 지었던가? 만일 나에게 묻는다면 "같잖다는 생각으로 웃었느니라." 하리라.

### 修德寺 受戒法門 수덕사 수계법문
수덕사에서 己酉年 기유년 冬安居 동안거의 結制 결제를 期기해 비구니 受戒山林 수계산림을 열고, 惠菴 혜암 스님, 春城 춘성 스님을 모시게 되었다. 이 법회에서 비구니의 禪問答 선문답이 있었다. 처음에 혜암 스님, 그 다음에 춘성 스님의 계법문이 있었다. 춘성 스님 법문이 끝나자 혜암 스님은 자기 처소로 돌아가신 후 시자에게 "나는 귀가 어두워 다른 스님 법문을 못 들었다. 네가 다시 말해 보라." 하셨다. 시자가 말하기를 "춘성 스님이 법상에 오른 후 '내가 오늘 이 자리에서 하고자 하는 말은 삼십년 전에 滿空 만공 스님의 法語 법어 한 가지 입니다.' 하고, 이어 '만공 스님이 方丈室 방장실에 쳐 놓은 十牛圖 십우도 병풍의 見跡 견적을 가리키면서 '소가 없는데 왜 그 발자국이 앞에 있는가?' 하고 물었으나, 그 때에는 아무도 거기 답하는 이가 없었습니다.그러면 오늘 이 대중 스님네는 이 법문에 대해 어떻게 답할 것인가? 한 번 일러 보시오.' 하였습니다." 그러자 한 비구는 나와 춘성 스님께 절을 하고는 돌아가 앉았고, 한 비구니는 곧 자리에서 일어나 춘성 스님께 半拜 반배하고 "음매, 음매." 하면서 송아지 우는 소리를 냈습니다. "그 때 月山 월산 스님은 '시자야, 저에게 꼴을 한 줌 갖다 주어라.' 하셨으며, 惠公 혜공 스님은 '와, 와!' 하고 소리치셨습니다!" 하였다. 이 말을 들은 혜암 스님은 "그 때 만일 이 혜암 같으면, '음매, 음매!' 할 때에는 더 큰 소리로 '음매, 음매!' 하였을 것이요, 풀 한 줌 갖다 주라 할 때에는 풀뜯어 먹는 시늉을 내었을 것이며, '와, 와!' 할 때에는 잠깐 말을 그쳤을 것이요, 또 참으로 알고 절했다면 나도 웃으면서 절했을 것이다." 하시고, 이어 "구름 밖에 벗어난 토끼가 어디로 갈지 알지 못하고, 해 다 진 저문 날 굶주린 매가 토끼 잡아 먹을 줄 알지 못하며 속절없이 혼자 울기만 하는구나." 하셨다. 또 말씀하시기를 "古人 고인 말에 問處分明答處親 문처분명 답처진이라, `묻는 곳이 분명하여야 답하는 곳에 친합한다' 한 것이다." 하셨다.

### 六祖禪師 육조선사 법문
서울 상도동 반야선사라는 절에서 世界各國僧侶 세계 각국 승려들이 戒계 살림을 한다고 한국 대표로 나를 청하러 왔기에 참석을 하게 되었다. 그 자리에서 내게 계를 說설하라고 하기에 나는 律文 율문을 보지 아니하므로 六祖 육조 스님의 檀經 단경을 보고 육조 스님의 法文 법문을 설하였다. 육조 慧能 혜능이 衣鉢 의발을 지니고 三更 삼경에 떠나오는데 五祖 오조가 친히 口江驛 구강역 까지 배웅을 나왔다가 배에 오르자 오조가 또 손수 노를 저으려 하였다. 그래서 혜능이 오조에게 "스님, 제가 노를 젓겠습니다. 스님은 앉아 계십시오." 하였다. "아니다. 내가 너를 건네 주리라."
"아니올시다. 제가 모를 때에는 스님께서 저를 건네 주었지만, 이제는 제가 알았으니, 제 힘으로 건너는 것이 옳은가 하나이다. 건넨다는 말은 하나이오나, 쓰이는 경우가 다른가 하나이다."
"그렇다. 앞으로는 佛法 불법이 너로 말미암아 크게 떨치리라." 했으니, 이 쓰이는 경우란 어떤 것인가? 이 쓰이는 한 마디에 檀經 단경의 大意 대의가 다 들어 있으니, 대중은 잘 살펴야 한다. 만일 나에게 쓰는 경우를 묻는다면, 그 쓰는 경우를 破說 파설은 절대 못하나 그 쓰이는 경우와 똑같은 비유로써
水不離波요       물은 파도를 여의지 못하고
波不離水로다   파도는 물을 여의지 못한다.
라고 하겠다. 그 이르는 법은 털끝만큼도 틈이 없이
이르는 도리를 알아야 한다.